# Grandborough
Grandborough är en ort och civil parish i Storbritannien.   Den ligger i grevskapet Warwickshire och riksdelen England, i den södra delen av landet, 120 km nordväst om huvudstaden London. Grandborough ligger 83 meter över havet och antalet invånare är 399.
Terrängen runt Grandborough är huvudsakligen platt. Grandborough ligger nere i en dal. Runt Grandborough är det ganska tätbefolkat, med 116 invånare per kvadratkilometer. Närmaste större samhälle är Coventry, 19,9 km nordväst om Grandborough. Trakten runt Grandborough består till största delen av jordbruksmark.